# Parabole di Gesù
Le parabole di Gesù sono racconti attribuiti a Gesù che si trovano nei vangeli, sia canonici sia non canonici, e in poche altre fonti antiche. Si tratta del più noto esempio del genere letterario "parabola", attestato anche nell'Antico Testamento.
La parabola è un racconto che attraverso comparazioni e similitudini, oppure allegorie, rivela un insegnamento morale o religioso.

## Occorrenza delle parabole nei vangeli
Ciascun vangelo contiene parabole di Gesù che non si trovano negli altri. Per esempio, due parabole tra le più celebri, la parabola del figlio prodigo e la parabola del buon samaritano, sono comprese solo nel Vangelo secondo Luca, mentre altre due parabole famose (la parabola della zizzania e la parabola del servo spietato) sono citate solo nel Vangelo secondo Matteo. Le parabole riportate solo dal Vangelo secondo Matteo sono sei, quelle del Vangelo secondo Luca tredici. Solo tre parabole si trovano nel Vangelo secondo Giovanni, diverse da tutte le altre. Il Vangelo di Tommaso riporta, tra altre parabole comuni ai vangeli sinottici, due parabole non attestate altrimenti: la parabola della giara vuota e la parabola dell'assassino, entrambe considerate detti autentici di Gesù da alcuni studiosi.
Diversamente, ci sono parabole presenti in più di un vangelo sinottico: otto compaiono in tutti e tre i vangeli, mentre altre cinque (o sei se si considera che la parabola dei talenti e la parabola delle mine sono essenzialmente due diverse trascrizioni della stessa storia) appaiono sia in Matteo sia in Luca. Le parabole del Vangelo secondo Marco, eccetto una molto breve, sono citate anche in Matteo, in Luca, oppure in entrambi.

## Caratteristiche delle parabole di Gesù
Il termine parabola deriva dal greco “parabolé”, che significa letteralmente “comparazione e similitudine”. È un racconto didascalico che differisce da mito, allegoria e favola. È un modo di esprimersi che utilizza esempi concreti ed è basato sul paragone tra due situazioni: una nota e una non nota. Ha lo scopo di illustrare in modo semplice concetti complessi, favorendo una comprensione immediata, ma ha pure l'intento di consentire il passaggio degli ascoltatori da un modo, per loro abituale, di capire e di interpretare le parole espresse e gli eventi narrati, a una nuova modalità estranea e inusuale. Generalmente, le parabole sono incentrate su uno o più tra questi temi: la venuta del Regno dei Cieli, le caratteristiche di Dio, questioni inerenti alla moralità e alla giustizia. Sul piano della forma letteraria, gli elementi che caratterizzano tutte le parabole sono: sintesi, immediatezza e incisività. Le parabole come forma narrativa sono attestate anche nella letteratura rabbinica coeva ali inizi del Cristianesimo. In ebraico la parabola è detta משל (IPA /ma'ʃal/), lett. "esempio".
Gli studi scientifici che, in epoca moderna, hanno configurato la comprensione predominante, classica, delle parabole neotestamentarie sono riconducibili al tedesco Adolf Jülicher (1857-1938); per decenni si è ritenuto che la sua opera epocale Die Gleichnisreden Jesu (volume 1, Freiburg 1886; volume 2, Freiburg 1899; entrambi riediti nel 1910) fosse la parola ultima e definitiva sull'argomento. Naturalmente altri studiosi hanno comunque fornito il loro contributo alla comprensione e all'esegesi delle parabole del Nuovo Testamento; fra questi va ricordato senz'altro, per esempio, Joachim Jeremias (1900-1979). È soltanto di recente, però, che una équipe di studiosi, prevalentemente giovani e tutti di area tedesca, riuniti attorno a Ruben Zimmermann, ha deciso di cimentarsi nella ricerca di nuove vie nell'interpretazione delle parabole, dischiudendo prospettive finora rimaste inesplorate.

## Elenco delle parabole

### Parabole comuni a quattro vangeli

#### Del seminatore
La parabola si trova in tutti e tre i vangeli sinottici, Marco 4,1-20 e Luca 8,5-15, e nel  Vangelo di Tommaso 9.

#### Dei vignaioli omicidi
La parabola è compresa anche in Marco 12,1-12, Luca 20,9-18 e Tommaso (65).

#### Del granello di senape
La parabola è comune a Matteo 13,31-32, Marco 4,30-32, Luca 13,18-19 e Tommaso (20)

#### Della toppa sul vestito e del vino nuovo
La parabola è riprodotta anche nel Vangelo secondo Matteo 9,16-17, nel Vangelo secondo Luca 5,36-39 e nel Vangelo di Tommaso (47).

#### Dell'uomo forte
La parabola si trova anche nel Vangelo secondo Marco 3,27, nel Vangelo secondo Luca 11,21-22 e nel Vangelo di Tommaso (35).

### Parabole comuni a tre vangeli

#### Del lievito
La parabola compare anche nel Vangelo di Tommaso, 96:
Secondo il Jesus Seminar questo è uno dei detti autentici di Gesù; in particolare le versioni del Vangelo secondo Luca e del Vangelo secondo Matteo sono state giudicate autentiche con una certezza dell'83%, quella del Vangelo di Tommaso con una certezza del 65%.

#### Del fico che germoglia
La parabola è attestata anche in Marco 13,28-29 e in Luca 21,29-33.

#### Della pecora smarrita
La parabola si trova anche nel Vangelo secondo Luca (15,1-7) e nel Vangelo di Tommaso (107).

#### Della lampada
È conosciuta anche come la parabola della lucerna ed è riportata anche in Marco 4,21-23 e in Luca 8,16-18.

#### Del servo fedele
La parabola, conosciuta anche come "i servi che vegliano", si trova anche in Marco 13,33-37 e in Luca 12,42-48

#### Del banchetto di nozze
La parabola è riportata anche dal Vangelo secondo Luca (14,16-24) e dal Vangelo di Tommaso 64.

#### Delle dieci vergini

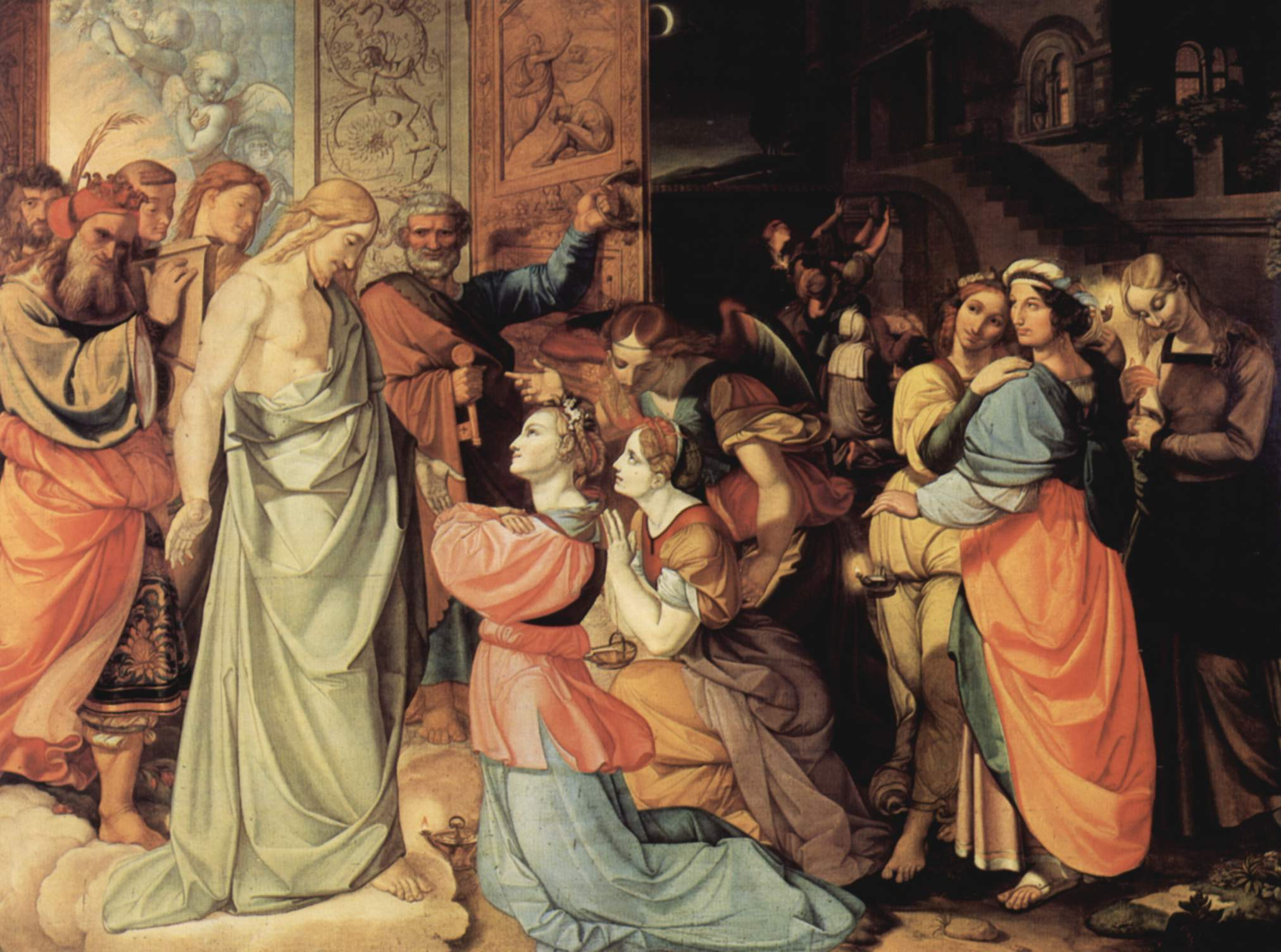
Le Dieci Vergini, dipinto di Peter von Cornelius

### Parabole comuni a due vangeli

#### Della casa costruita sulla roccia
Attestata anche nel Vangelo secondo Luca (6,46-49).

#### Dei talenti

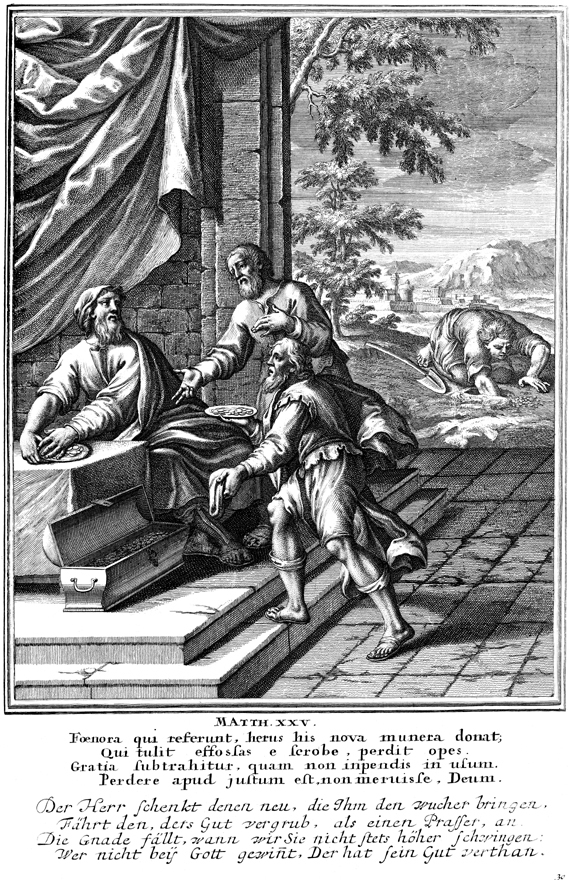
Illustrazione della parabola dei talenti, da una tavola del 1712. Due servi presentano i loro talenti mentre l'altro scava per dissotterrare il proprio.

Nel Vangelo secondo Luca compare una parabola molto simile sulle mine 19,12-27. I talenti e le mine sono delle antiche monete.

#### Della zizzania
La parabola è compresa anche nel Vangelo di Tommaso (57).

#### Del tesoro nascosto
La parabola è riportata anche dal Vangelo di Tommaso (109).

#### Della perla

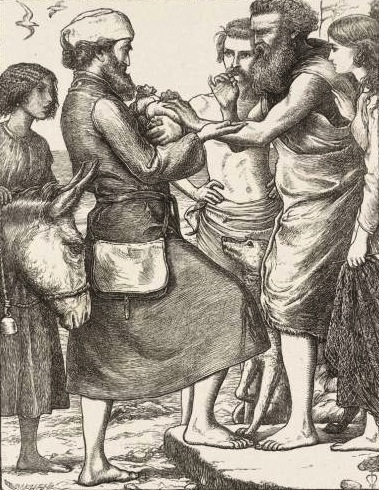
Illustrazione della parabola della perla preziosa, di John Everett Millais da Parables of our lord (1864)

La parabola si trova anche nel Vangelo di Tommaso (76).

#### Della rete
La parabola compare anche nel Vangelo di Tommaso (8).

#### Del sale della terra
La parabola è inclusa anche nel Vangelo secondo Marco (9,50).

#### Del ricco stolto
La parabola è fa parte anche del Vangelo di Tommaso (63).

#### Dei fanciulli in piazza
La parabola è riportata anche nel Vangelo secondo Luca (7,31-32)

### Parabole esclusive delVangelo secondo Luca

#### Del figlio prodigo

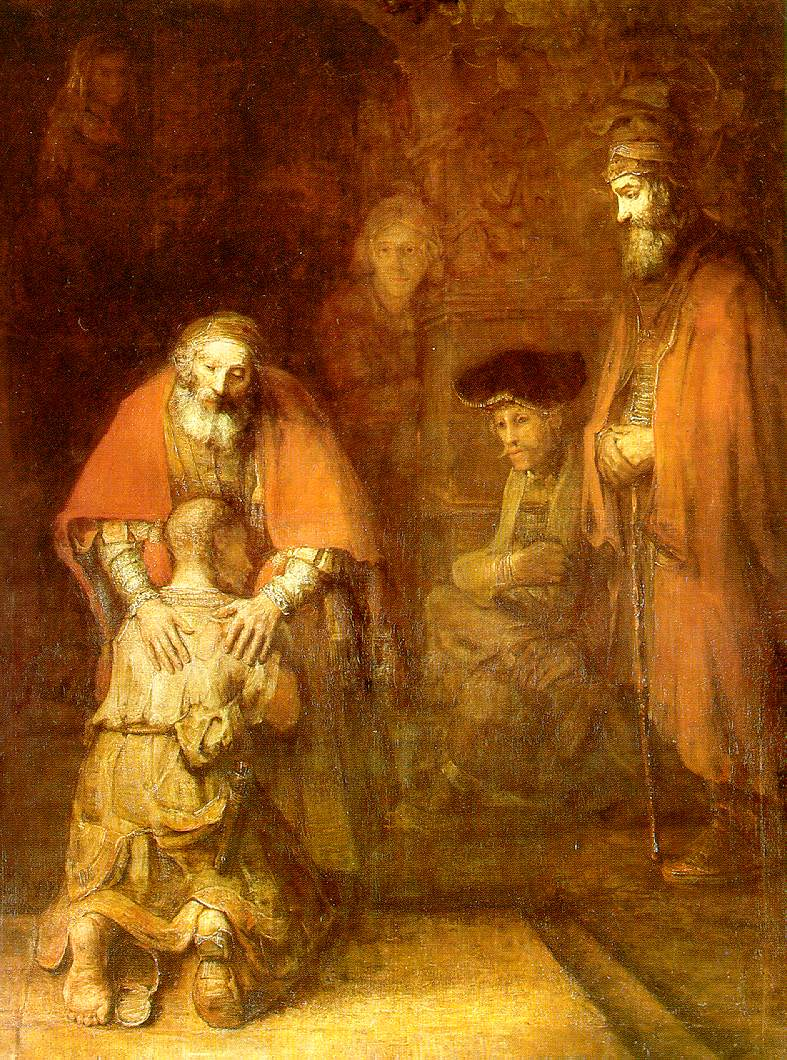
Il ritorno del figliol prodigo, in un dipinto di Rembrandt. Si nota l'immagine del padre come un uomo con la mano sinistra maschile e la destra femminile

Quando era ancora lontano il padre lo vide e commosso gli corse incontro, gli si gettò al collo e lo baciò. Il figlio gli disse: Padre, ho peccato contro il Cielo e contro di te; non sono più degno di esser chiamato tuo figlio. Ma il padre disse ai servi: Presto, portate qui il vestito più bello e rivestitelo, mettetegli l'anello al dito e i calzari ai piedi. Portate il vitello grasso, ammazzatelo, mangiamo e facciamo festa, perché questo mio figlio era morto ed è tornato in vita, era perduto ed è stato ritrovato. E cominciarono a far festa.

#### Del buon samaritano

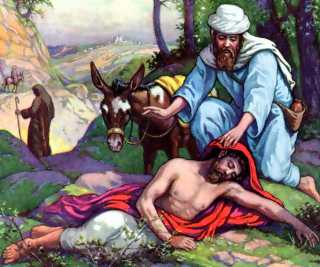
Illustrazione della parabola del buon samaritano

#### Del fattore infedele
È conosciuta anche come la parabola dell'amministratore disonesto.

#### Del buon pastore

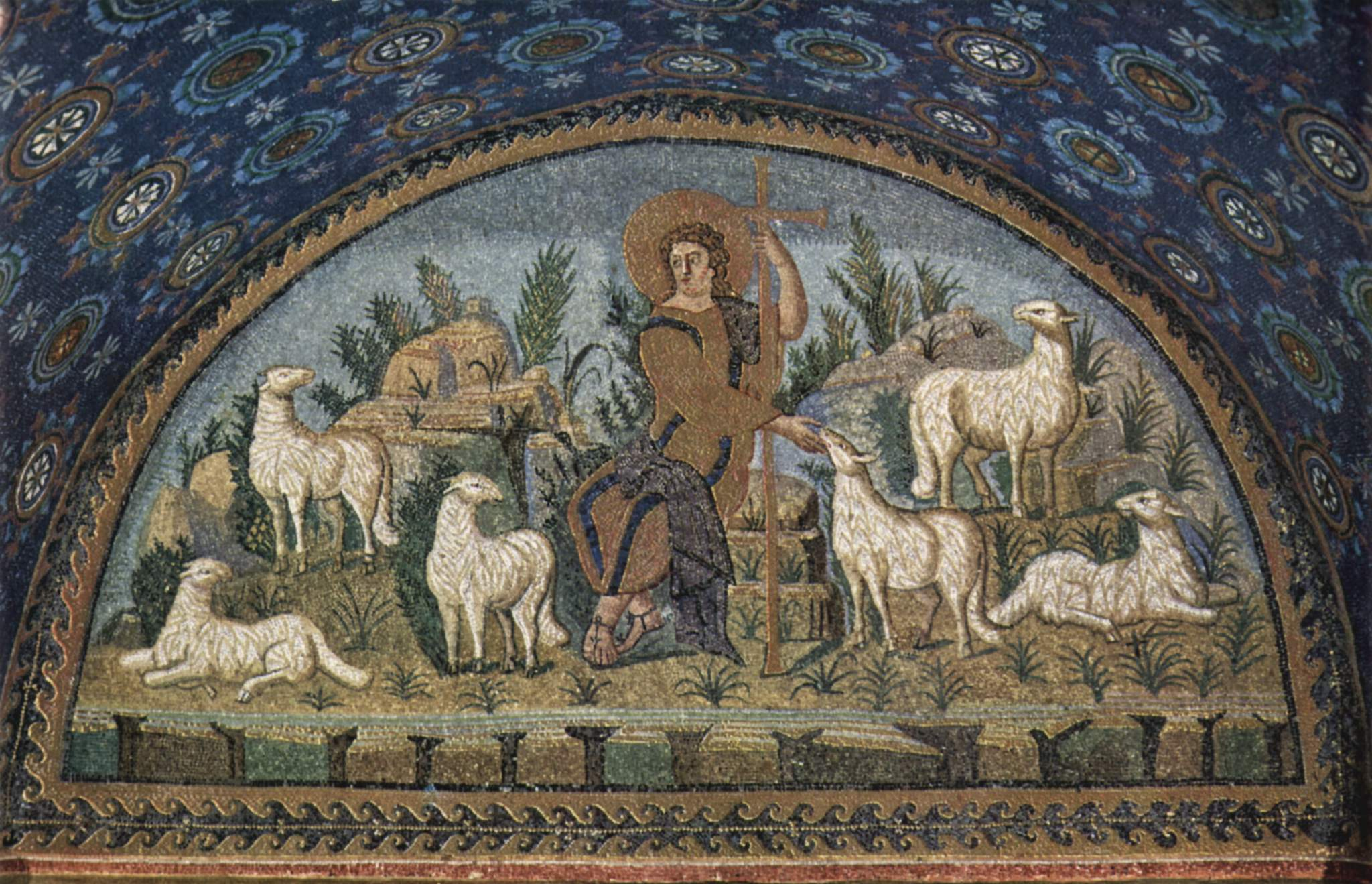
Illustrazione della parabola del buon pastore. Ravenna, mausoleo di Galla Placidia

### Parabole esclusive delVangelo di Tommaso

#### Della giara vuota
(Vangelo di Tommaso, 97)

#### Dell'assassino
(Vangelo di Tommaso, 98)

## Sinossi delle parabole
| Parabola                                            | Vangelo secondo Marco | Vangelo secondo Matteo | Vangelo secondo Luca | Vangelo di Tommaso | Vangelo secondo Giovanni |
| Parabola degli amici dello sposo                    | 2,19-20               | 9,15                   | 5,34-35              |                    |                          |
| Parabola del vino nuovo nelle otri vecchie          | 2,21-22               | 9,16-17                | 5,36-39              | 47                 |                          |
| Parabola del regno diviso                           | 3,22-26               | 12,24-28               | 11,14-20             |                    |                          |
| Parabola dell'uomo forte                            | 3,27                  | 12,29                  | 11,21-22             | 35                 |                          |
| Parabola del seminatore                             | 4,1-20                | 13,3-23                | 8,5-15               | 9                  |                          |
| Parabola della lampada                              | 4,21-23               | 5,14-16                | 8,16-18              |                    |                          |
| Parabola del seme che germoglia da solo             | 4,26-29               |                        |                      |                    |                          |
| Parabola del granello di senape                     | 4,30-32               | 13,31-32               | 13,18-19             | 20                 |                          |
| Il sale della terra                                 | 9,50                  | 5,13                   |                      |                    |                          |
| Parabola dei vignaioli omicidi                      | 12,1-11               | 21,33-46               | 12,35-48             | 65                 |                          |
| Parabola del fico che germoglia                     | 13,28-32              | 24,32-36               | 21,29-33             |                    |                          |
| Parabola del servo fedele                           | 13,34-37              | 24,42-51               | 12,35-48             |                    |                          |
| La casa costruita sulla roccia                      |                       | 7,24-27                | 6,46-49              |                    |                          |
| La pagliuzza e la trave                             |                       | 7,1-5                  | 6,39-42              |                    |                          |
| Parabola dei fanciulli in piazza                    |                       | 11,16-17               | 7,31-32              |                    |                          |
| Parabola della zizzania                             |                       | 13,24-30               |                      | 57                 |                          |
| Parabola del lievito                                |                       | 13,33                  | 13,20-21             | 96                 |                          |
| Parabola del tesoro nascosto                        |                       | 13,44                  |                      | 109                |                          |
| Parabola della perla                                |                       | 13,45                  |                      | 76                 |                          |
| Parabola della rete                                 |                       | 13,47-50               |                      | 8                  |                          |
| Parabola dello scriba discepolo del Regno dei Cieli |                       | 13,51-52               |                      |                    |                          |
| Parabola della pecora smarrita                      |                       | 18,12-14               | 15,4-7               | 107                |                          |
| Parabola del servo senza pietà                      |                       | 18,23-35               |                      |                    |                          |
| Parabola dei lavoratori della vigna                 |                       | 20,1-16                |                      |                    |                          |
| Parabola dei due figli                              |                       | 21,28-31               |                      |                    |                          |
| Parabola del banchetto di nozze                     |                       | 22,1-14                | 14,16-24             | 64                 |                          |
| Parabola delle dieci vergini                        |                       | 25,1-12                |                      |                    |                          |
| Parabola dei talenti                                |                       | 25,14-30               | 19,11-27             |                    |                          |
| Le pecore e i capri                                 |                       | 25,31-46               |                      |                    |                          |
| Parabola dei due debitori                           |                       |                        | 7,41-43              |                    |                          |
| Parabola del buon samaritano                        |                       |                        | 10,25-37             |                    |                          |
| Parabola dell'amico importuno                       |                       |                        | 11,5-13              |                    |                          |
| Parabola del ricco stolto                           |                       |                        | 12,16-21             | 63                 |                          |
| Parabola del fico sterile                           |                       |                        | 13,6-9               |                    |                          |
| Parabola dei primi posti e degli inviti             |                       |                        | 14,7-11              |                    |                          |
| Parabola della torre incompiuta                     |                       |                        | 14,25-33             |                    |                          |
| Parabola della moneta smarrita                      |                       |                        | 15,8-10              |                    |                          |
| Parabola del figlio prodigo                         |                       |                        | 15,11-32             |                    |                          |
| Parabola del fattore infedele                       |                       |                        | 16,1-8               |                    |                          |
| Parabola di Lazzaro e del ricco epulone             |                       |                        | 16,19-31             |                    |                          |
| Parabola del padrone e del servo                    |                       |                        | 17,7-10              |                    |                          |
| Parabola del giudice iniquo                         |                       |                        | 18,1-8               |                    |                          |
| Parabola del fariseo e del pubblicano               |                       |                        | 18,9-14              |                    |                          |
| Parabola della giara vuota                          |                       |                        |                      | 97                 |                          |
| Parabola dell'assassino                             |                       |                        |                      | 98                 |                          |
| Parabola del buon pastore                           |                       |                        |                      |                    | 10,1-16                  |
| Il chicco di grano                                  |                       |                        |                      |                    | 12,24                    |
| La vite e i tralci                                  |                       |                        |                      |                    | 15,1-8                   |